# Pahalivka, Sloveanoserbsk
Pahalivka (în ucraineană Пахалівка) este un sat în comuna Horoșe din raionul Sloveanoserbsk, regiunea Luhansk, Ucraina.

## Demografie
Componența lingvistică a localității Pahalivka
     Ucraineană (79,35%)
     Rusă (20,65%)
Conform recensământului din 2001, majoritatea populației localității Pahalivka era vorbitoare de ucraineană (79,35%), existând în minoritate și vorbitori de rusă (20,65%).